# Adamowice (Strzelce Opolskie)
Adamowice (niem. Adamowitz) – dzielnica miasta Strzelce Opolskie i sołectwo w gminie Strzelce Opolskie, do 1926 roku oddzielna wieś.

## Nazwa
Nazwa miejscowa Adamowice pochodzi od męskiego imienia Adam. Końcówka „ice” charakterystyczna jest dla tworzenia słowiańskich nazw patronimicznych wywodzących się od głowy rodu w tym wypadku Adama.
Polska nazwa Adamowice oraz niemiecka Adamowitz wymieniona jest w 1896 roku przez śląskiego pisarza Konstantego Damrota w książce o nazewnictwie miejscowym na Śląsku.
Słownik geograficzny Królestwa Polskiego wydany w latach 1880-1906 notuje polską nazwę miasta Adamowice oraz niemiecką Adamowitz.
W okresie międzywojennym pojawiają się obydwie nazwy Adamowitz i Adamowice

## Historia
- 1235 – w dokumencie księcia Władysława opolskiego z 29 marca występuje najstarsza znana wzmianka o miejscowości[4].
- 1867 – 30 grudnia oddano do użytku szkołę, ufundowaną przez proboszcza strzeleckiej parafii pw. św. Wawrzyńca, Augustina Bertzik[5]. W budynku tym, rozbudowanym w 1900 roku, zniszczonym w czasie wojny i odbudowanym po niej, mieści się obecnie Publiczna Szkoła Podstawowa Nr 4 im. Janusza Korczaka.
- 1926 – 25 września wieś zostaje przyłączona do miasta Strzelce Opolskie[6].

W Adamowicach odkryto cmentarzysko, pochodzące z przełomu epoki brązu i żelaza.